# Cyriopagopus
Cyriopagopus is een geslacht van spinnen uit de familie vogelspinnen (Theraphosidae).

## Soorten
De volgende soorten zijn bij het geslacht ingedeeld:
- Cyriopagopus dromeus (Chamberlin, 1917)
- Cyriopagopus paganus Simon, 1887
- Cyriopagopus schioedtei (Thorell, 1891)
- Cyriopagopus thorelli (Simon, 1901)